# فلوبوک
شهر فلوبوک (به فرانسوی: Flobecq) در شهرستان ات  در استان انو  در منطقه فدرال والوون در کشور بلژیک واقع شده‌است.